# Sölvi Ottesen
Sölvi Geir Ottesen Jónsson (født 18. februar 1984) er en islandsk fodboldspiller, der spiller for Víkingur Reykjavík . Han har tidligere spillet for blandt andet SønderjyskE, Djurgårdens IF, FC København og FK Ural.

## Karriere
Han kom til den danske storklub F.C. København den 18. juni 2010, hvor han skrev under på en 3-årig kontrakt med klubben. Sölvi Ottesen debuterede for FC Købnhavn den 18. juli 2010 mod sin tidligere klub SønderjyskE. Måneden efter blev han matchvinder i en vigtig kamp mod Rosenborg BK, da han i Parken scorede kampens eneste mål til 1-0, hvilket sendte F.C. København i Champions League gruppespillet 2010/2011. Sölvi Ottesen opnåede i alt 43 superligakampe for FCK, 4 pokalkampe samt 18 kampe i Champions og Europa League. Ved kontraktens udløb i juni 2013 blev den ikke forlænget.

### Jiangsu Guoxin Sainty
Den 14. februar 2015 skiftede Sölvi Ottesen til den kinesiske klub Jiangsu Guoxin Sainty, der spiller i Chinese Super League.